# Golf tại Thế vận hội Mùa hè 2016
Môn golf tại Thế vận hội Mùa hè 2016 ở Rio de Janeiro, Brasil, được tổ chức vào tháng 8 tại sân golf Olympic mới (tiếng Bồ Đào Nha: Campo Olímpico de Golfe) trong khu dự trữ thiên nhiên Reserva de Marapendi nằm tại Barra da Tijuca.
Golf có lần đầu tiên trở lại với Thế vận hội kể từ năm 1904 sau Đại hội thứ 121 của IOC. Bộ môn golf bao gồm hai nội dung cá nhân dành cho nam và nữ.

## Thể thức
120 (60 nam và 60 nữ) đấu thủ sẽ thi đấu một giải đấu cá nhân đánh 72 lỗ tính số gậy (tức bốn vòng 18 lỗ) theo luật lệ golf chính thức. Trong trường hợp top ba vị trí đầu có vận động viên bằng điểm thì việc phân định thứ hạng sẽ được quyết định bởi loạt play-off ba hố.

## Thẻ ghi điểm
Hệ mét
| Tee       | Rating/Slope | 1   | 2   | 3   | 4   | 5   | 6   | 7   | 8   | 9   | Out  | 10  | 11  | 12  | 13  | 14  | 15  | 16  | 17  | 18  | In   | Tổng |
| Gậy chuẩn |              | 5   | 4   | 4   | 3   | 5   | 3   | 4   | 3   | 4   | 35   | 5   | 4   | 4   | 4   | 3   | 4   | 4   | 3   | 5   | 36   | 71   |
| Nam       |              | 552 | 444 | 321 | 175 | 500 | 179 | 451 | 157 | 337 | 3116 | 539 | 446 | 470 | 438 | 209 | 377 | 277 | 122 | 522 | 3400 | 6516 |
| Nữ        |              | 490 | 398 | 294 | 142 | 451 | 162 | 374 | 141 | 296 | 2748 | 481 | 384 | 393 | 373 | 174 | 342 | 241 | 110 | 465 | 2963 | 5711 |
| --------- | ------------ | --- | --- | --- | --- | --- | --- | --- | --- | --- | ---- | --- | --- | --- | --- | --- | --- | --- | --- | --- | ---- | ---- |

Hệ yard
| Tee       | Rating/Slope | 1   | 2   | 3   | 4   | 5   | 6   | 7   | 8   | 9   | Out  | 10  | 11  | 12  | 13  | 14  | 15  | 16  | 17  | 18  | In   | Tổng |
| Gậy chuẩn |              | 5   | 4   | 4   | 3   | 5   | 3   | 4   | 3   | 4   | 35   | 5   | 4   | 4   | 4   | 3   | 4   | 4   | 3   | 5   | 36   | 71   |
| Nam       |              | 604 | 486 | 351 | 191 | 547 | 196 | 493 | 172 | 369 | 3409 | 590 | 488 | 514 | 479 | 229 | 412 | 303 | 133 | 571 | 3719 | 7128 |
| Nữ        |              | 536 | 435 | 321 | 155 | 493 | 177 | 409 | 154 | 324 | 3004 | 526 | 420 | 430 | 408 | 190 | 374 | 264 | 120 | 509 | 3241 | 6245 |
| --------- | ------------ | --- | --- | --- | --- | --- | --- | --- | --- | --- | ---- | --- | --- | --- | --- | --- | --- | --- | --- | --- | ---- | ---- |

## Lịch thi đấu
Giải đấu của nam tổ chức từ 11 tới 14 tháng 8 còn của nữ là từ 17 tới 20 tháng 8.

## Vòng loại
Vòng đấu loại của môn golf dựa trên xếp hạng thế giới tính đến 11 tháng 7 năm 2016, trong đó có tổng cộng 60 vận động viên được giành quyền tới đại hội ở mỗi nội dung của nam và nữ. Top 15 vận động viên đầu tiên sẽ vượt qua vòng loại, tuy nhiên một quốc gia chỉ có tối đa bốn tay golf giành suất theo phương thức này. Các tấm vé còn lại sẽ được trao cho các tay golf có thứ hạng cao nhất của các nước chưa có đủ hai tay golf. IGF cũng đảm bảo phải có ít nhất một vận động viên đến từ nước chủ nhà và mỗi khu vực địa lý (châu Phi, châu Mỹ, châu Á, châu Âu, và châu Đại Dương).
Nhiều vận động viên từ chối tham dự Thế vận hội, chủ yếu là lo ngại về đợt bùng phát virus Zika hoặc do vướng vào lịch thi đấu của họ, trong khi nhiều vận động viên khác không được Ủy ban Olympic quốc gia của họ lựa chọn. Các golf thủ nam rút lui lớn hơn nhiều so với số của nữ. Nhiều người cho rằng các vận động viên nữ cần Thế vận hội hơn vì đây là cơ hội để các họ thể hiện mình tới nhiều khán giả hơn. Các golf thủ bỏ cuộc (trong ngoặc là thứ hạng của họ vào ngày xác định suất loại) bao gồm:
- Nam: Jason Day (1), Dustin Johnson (2), Jordan Spieth (3), Rory McIlroy (4), Adam Scott (8), Branden Grace (10), Louis Oosthuizen (14), Matsuyama Hideki (17), Charl Schwartzel (21), Shane Lowry (27), Kim Kyung-tae (41), Marc Leishman (45), Francesco Molinari (56), Tanihara Hideto (69), Graeme McDowell (74), Victor Dubuisson (78), Matt Jones (84), Vijay Singh (116), Camilo Villegas (314), Angelo Que (320), Brendon de Jonge (329)[12]
- Nữ: Lee-Anne Pace (39), Christel Boeljon (121), Anne van Dam (366), Dewi Schreefel (406), Cathryn Bristow (446), Dottie Ardina (509)

Cả các tay golf nam lẫn nữ đều nhắc tới virus Zika là nguyên nhân rút lui. Virus này có thể sống lâu hơn trong tinh dịch hơn là trong máu, có thể lây sang người bạn tình của một người nam lên tới sáu tháng hoặc lâu hơn sau khi nhiễm, hoặc thậm chí có thể gây dị tật bẩm sinh cho con cái. Các lý do khác cũng được đưa ra.

## Các đoàn tham dự

Số tay golf nam tới từ mỗi quốc gia dự Thế vận hội 2016
Bốn
Hai
Một
Không có

Số tay golf nữ tới từ mỗi quốc gia dự Thế vận hội 2016
Bốn
Ba
Hai
Một
Không có

| Quốc gia     | Nam | Nữ | Tổng |
| ------------ | --- | -- | ---- |
| Anh Quốc     | 2   | 2  | 4    |
| Áo           | 1   | 1  | 2    |
| Argentina    | 2   | –  | 2    |
| Ấn Độ        | 2   | 1  | 3    |
| Bangladesh   | 1   | –  | 1    |
| Bỉ           | 2   | 1  | 3    |
| Bồ Đào Nha   | 2   | –  | 2    |
| Brasil       | 1   | 2  | 3    |
| Canada       | 2   | 2  | 4    |
| Chile        | 1   | –  | 1    |
| Colombia     | –   | 1  | 1    |
| Cộng hòa Séc | –   | 1  | 1    |
| Đan Mạch     | 2   | 2  | 4    |
| Đức          | 2   | 2  | 4    |
| Hà Lan       | 1   | –  | 1    |
| Hàn Quốc     | 2   | 4  | 6    |
| Hoa Kỳ       | 4   | 3  | 7    |
| Hồng Kông    | –   | 1  | 1    |
| Ireland      | 2   | 2  | 4    |
| Israel       | –   | 1  | 1    |
| Malaysia     | 2   | 2  | 4    |
| Maroc        | –   | 1  | 1    |
| México       | 1   | 2  | 3    |
| Na Uy        | 1   | 2  | 3    |
| Nam Phi      | 2   | 2  | 4    |
| New Zealand  | 2   | 1  | 3    |
| Nga          | –   | 1  | 1    |
| Nhật Bản     | 2   | 2  | 4    |
| Paraguay     | 1   | 1  | 2    |
| Pháp         | 2   | 2  | 4    |
| Phần Lan     | 2   | 2  | 4    |
| Philippines  | 1   | –  | 1    |
| Tây Ban Nha  | 2   | 2  | 4    |
| Thái Lan     | 2   | 2  | 4    |
| Thụy Điển    | 2   | 2  | 4    |
| Thụy Sĩ      | –   | 2  | 2    |
| Úc           | 2   | 2  | 4    |
| Venezuela    | 1   | –  | 1    |
| Ý            | 2   | 2  | 4    |

## Nội dung

### Bảng huy chương
| 1    | Anh Quốc    | 1 | 0 | 0 | 1 |
| 1    | Hàn Quốc    | 1 | 0 | 0 | 1 |
| 2    | New Zealand | 0 | 1 | 0 | 1 |
| 2    | Thụy Điển   | 0 | 1 | 0 | 1 |
| 3    | Trung Quốc  | 0 | 0 | 1 | 1 |
| 3    | Hoa Kỳ      | 0 | 0 | 1 | 1 |
| Tổng | Tổng        | 2 | 2 | 2 | 6 |

### Vận động viên đoạt huy chương
| Nội dung    | Vàng                   | Bạc                        | Đồng                       |
| ----------- | ---------------------- | -------------------------- | -------------------------- |
| Cá nhân nam | Justin Rose · Anh Quốc | Henrik Stenson · Thụy Điển | Matt Kuchar · Hoa Kỳ       |
| Cá nhân nữ  | Park In-bee · Hàn Quốc | Lydia Ko · New Zealand     | Phùng San San · Trung Quốc |